# Artur Wojdat
Artur Wojdat (n. 20 mai 1968, Olsztyn, Polonia) este un înotător polonez, medaliat olimpic. A participat la 2 ediții ale Jocurilor Olimpice (1988, 1992) în care a câștigat o medalie de bronz.